# Skatan 13

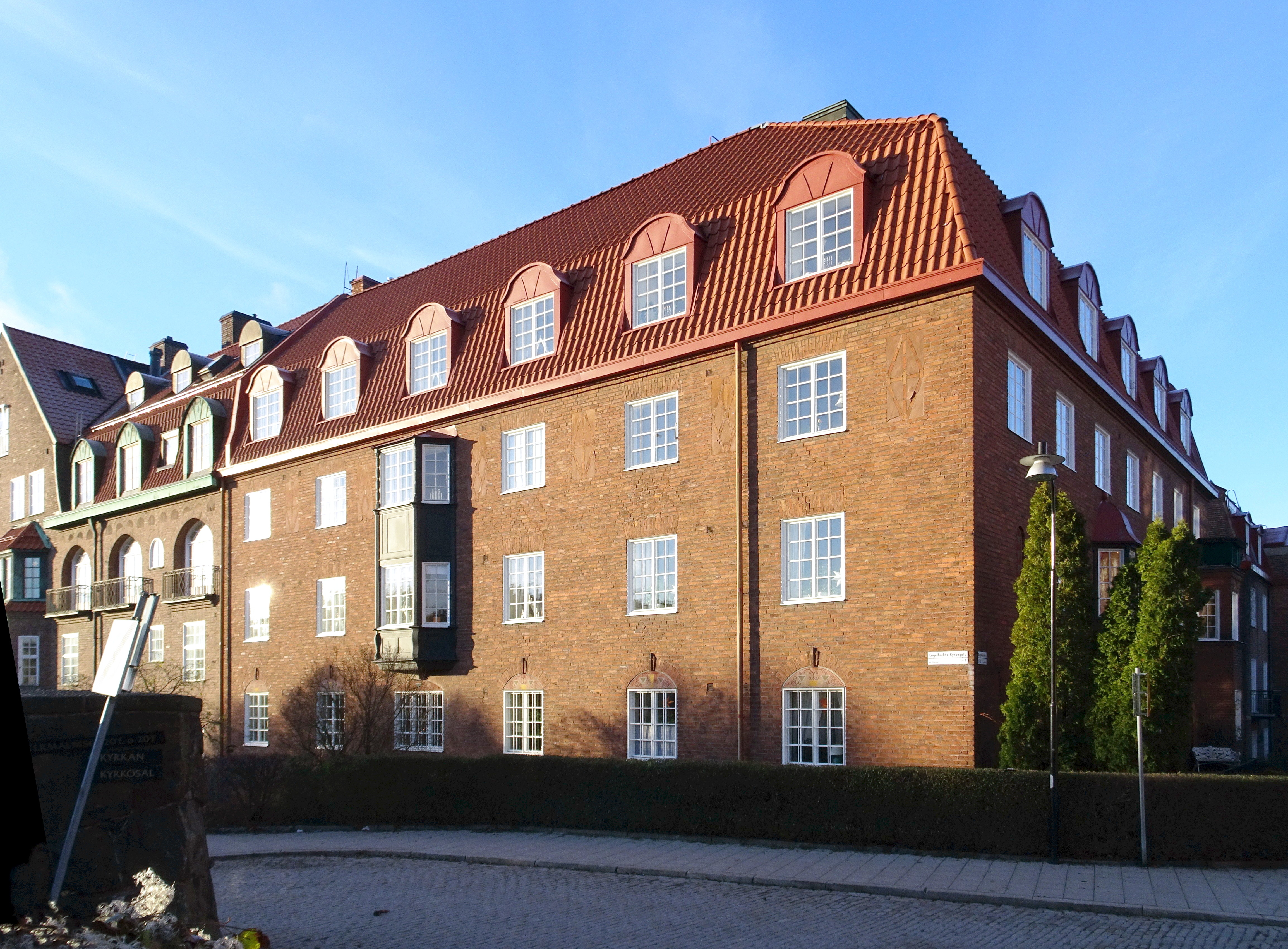
Skatan 13 sedd från Engelbrekts Kyrkogata och Engelbrektskyrkan, till vänster ansluter Skatan 1, december 2022.

Skatan 13 är en kulturhistoriskt värdefull bostadsfastighet i kvarteret Skatan belägen vid hörnet Bragevägen 1 / Engelbrekts Kyrkogata 3 i Lärkstaden på Östermalm i Stockholm. Byggnaden uppfördes 1915–1916 efter ritningar av arkitekt Anton Wallby. Fastigheten är grönmärkt av Stadsmuseet i Stockholm, det innebär "särskilt värdefull från historisk, kulturhistorisk, miljömässig eller konstnärlig synpunkt".

## Historik

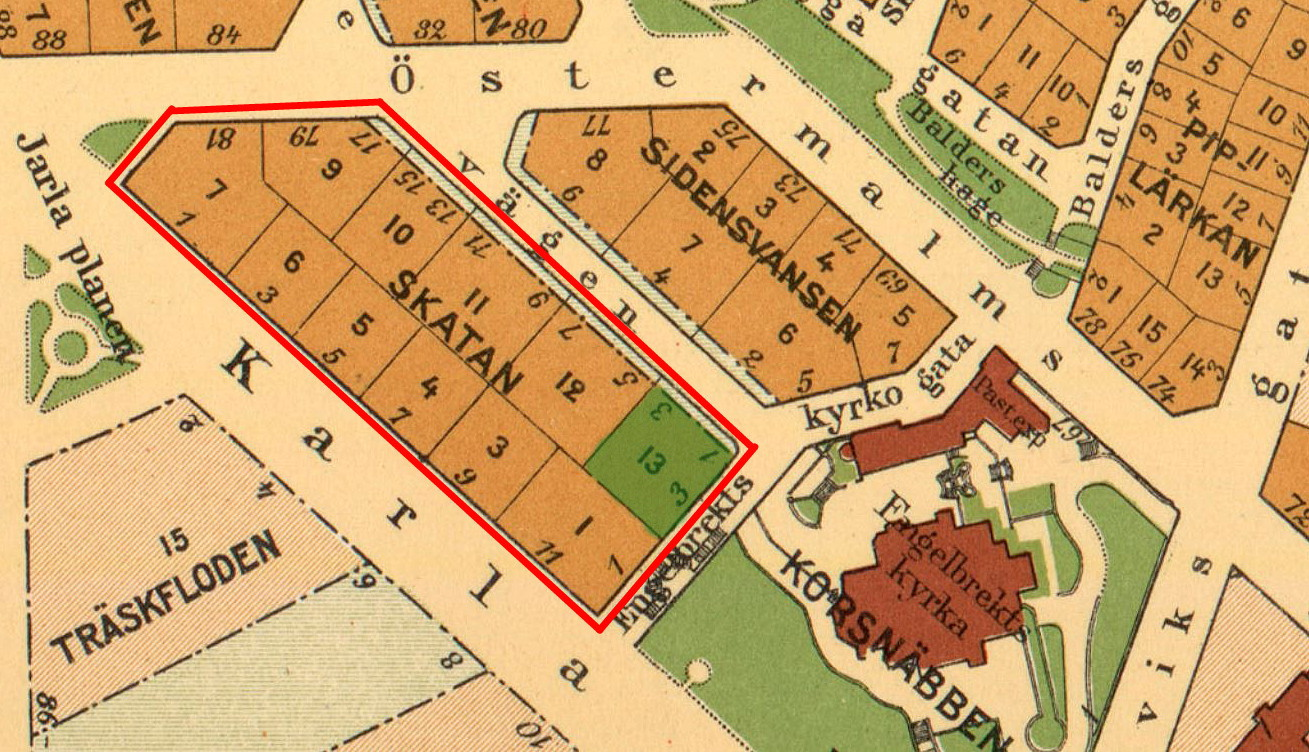
Skatan 13 (grön markering), 1930.

Kvarteret Skatan och anslutande kvarter (då fortfarande namnlösa) bildares 1908 i samband med en stadsplan för Eriksbergsområdet med omgivning som upprättats av stadsingenjören Gustaf von Segebaden och som i sin tur byggde på ett stadsplaneförslag ritat 1902 av stadsplanearkitekten Per Olof Hallman. 
En stadsplaneändring från 1913 innebar att husen i den delen av kvarteret Skatan som kom att ligga mot Bragevägen skulle reduceras i höjd och delvis uppföras som fristående byggnadskroppar. På sidan mot Karlavägen hade redan hunnit byggas ett hus (Skatan 1) i fem våningar, vilket gjorde att denna del av Skatan undantogs från de nya bestämmelserna. Här restes höga femvåningshus med hophängande och delvis samkomponerade fasader. Skatan 13 kom att ligga exakt mellan den högre bebyggelsen mot Karlavägen och den lägre mot Bragevägen där Engelbrekts kyrkogata är utformad som trappa. Problemet löstes genom att ge Skatan 13 samma höjd på takfoten och en snarlik takutformning som på den tidigare färdigställda Skatan 1. 
Tomten Skatan 13 såldes av Stockholms stad med äganderätt och förvärvades 1915 av arkitekt Anton Wallby. Fastigheten omfattade en areal om 911,8 kvadratmeter, där ingick en tre meter bred remsa mark mot Bragevägen som inte fick bebyggas utan skulle användas som förgård. Mot grannhuset Skatan 12 fick marken inte heller bebyggas. Byggherre och byggmästare var Nils Holmström. Övergripande ansvaret hade Aktiebolaget Cognatio som, tillsammans med Holmström, även stått bakom Skatan 11.

## Byggnadsbeskrivning

### Exteriör

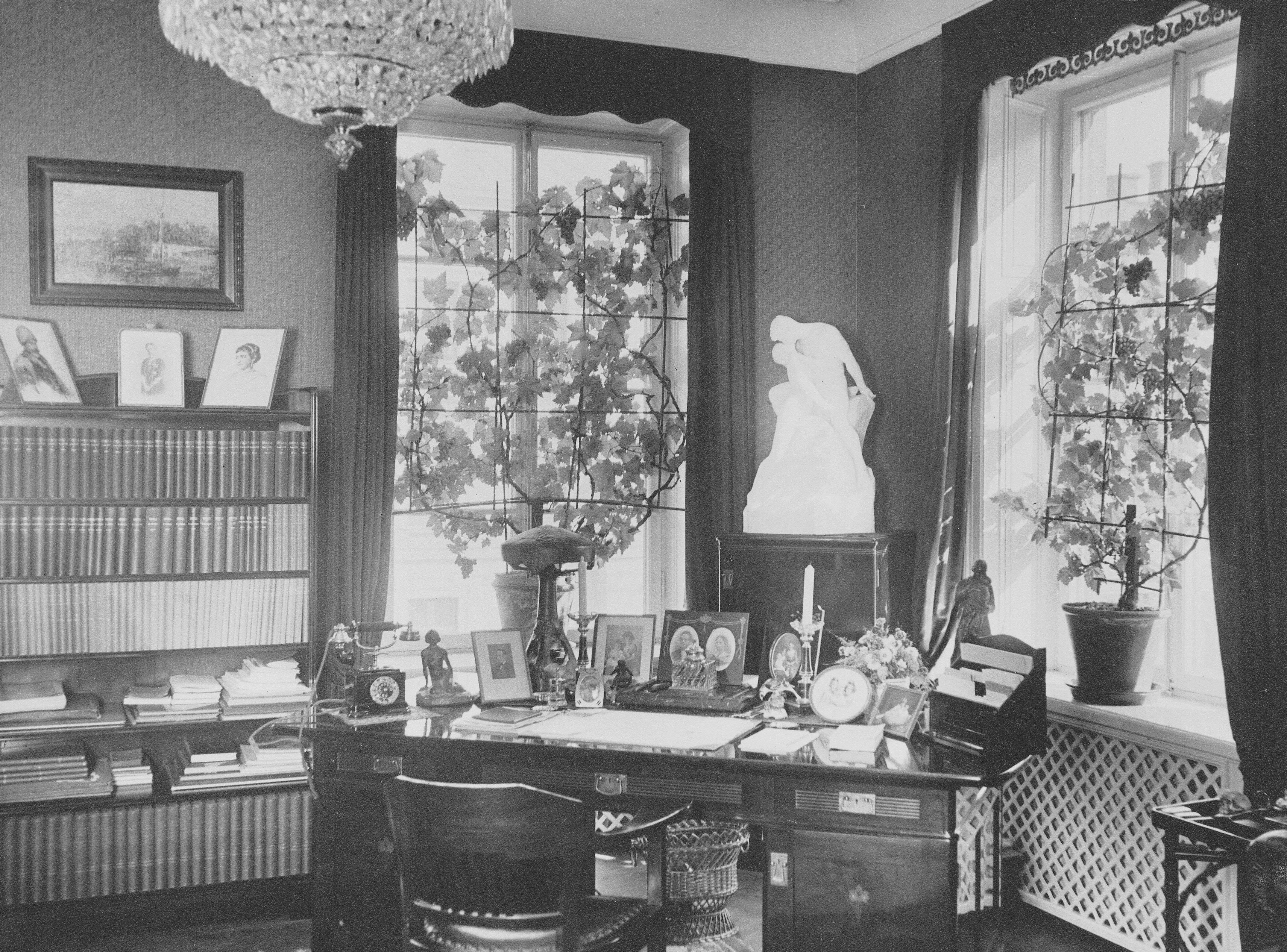
Otto Sjögrens arbetsrum, 1930-tal.

Skatan 12 restes i tre våningar samt inredd vind. Fasaderna mot gatan består av fogstruket rött tegel så som stadsplanen föreskrev. Fasaderna smyckas av flera burspråk, den mot Bragevägen utformades som karnap. Fönstren är småspröjsade. Över bottenvåningens fönster (mot Engelbrekts kyrkogatans trappa) märks figurativa muralmålningar. Gaveln mot grannhuset gestaltades hög och välvd. Mot gården utfördes fasaden i rödfärgad slätputs. Entréporten är i originalskick, den har ett spröjsat välvt överljusfönster och inramas av en portal i granit.

### Interiör
Innanför entréporten möts besökaren av en påkostad entréhall med dels vitt, dels grått marmorgolv. Väggar i yttre entrén är målade med blå bröstning av stucco lustro. Däröver spänner ett kryssvälvt tak med dekorationsmålningar i nationalromantisk stil visande rankor och annan växtornamentik, möjligtvis utförda av Filip Månsson. Enligt Stadsmuseet är entréhallen och trapphuset ett ”bra exempel på högklassig konstnärsskicklighet”.
Lägenhetsfördelningen var en blandning av stora och små bostäder. Enligt nybyggnadsritningarna från 1915 fanns sex rum och kök, fyra rum och kök, några dubbletter (två rum utan kök) och några enkelrum med toalett.

### Arkitektritningar från 1915

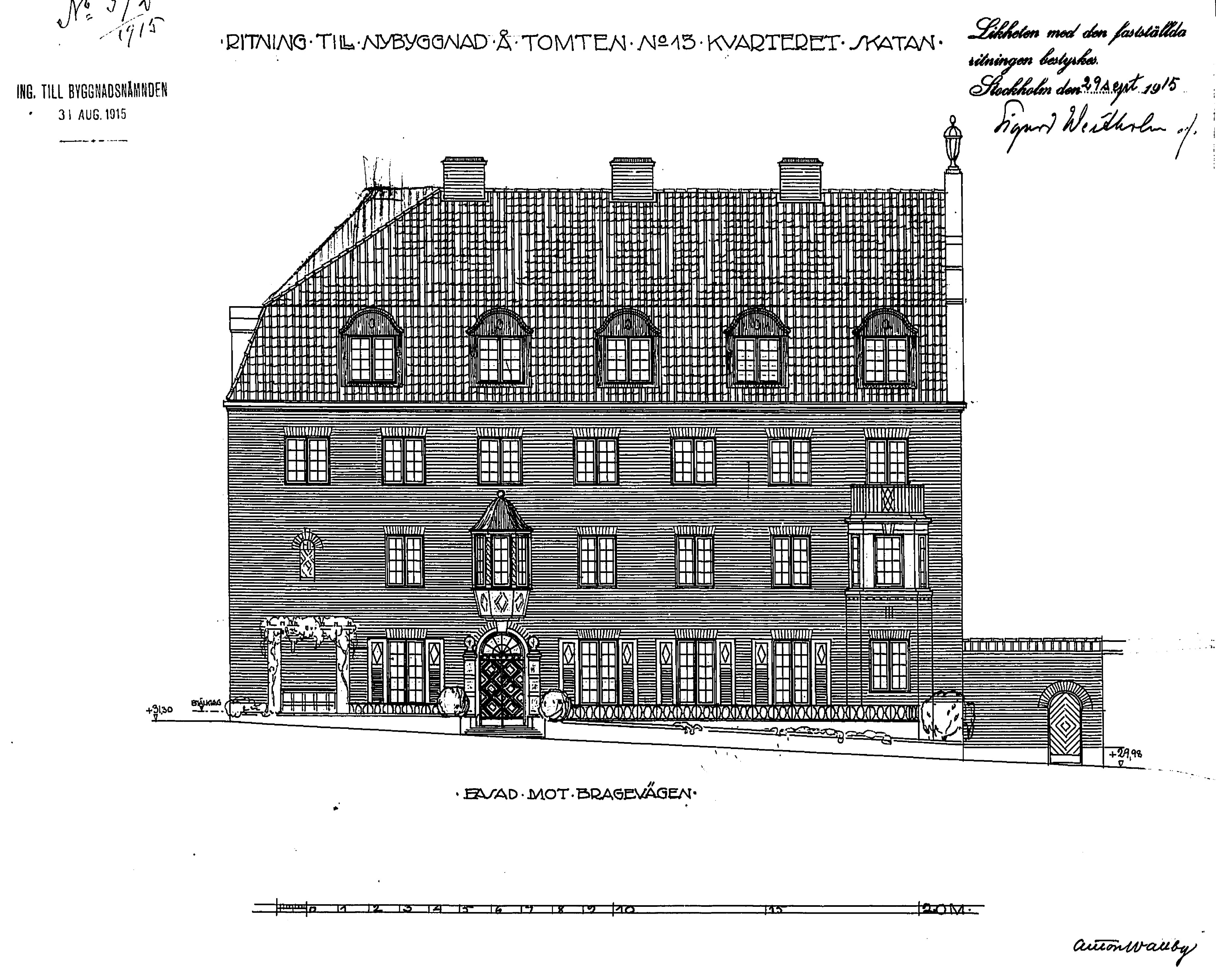
Fasad mot Bragevägen.
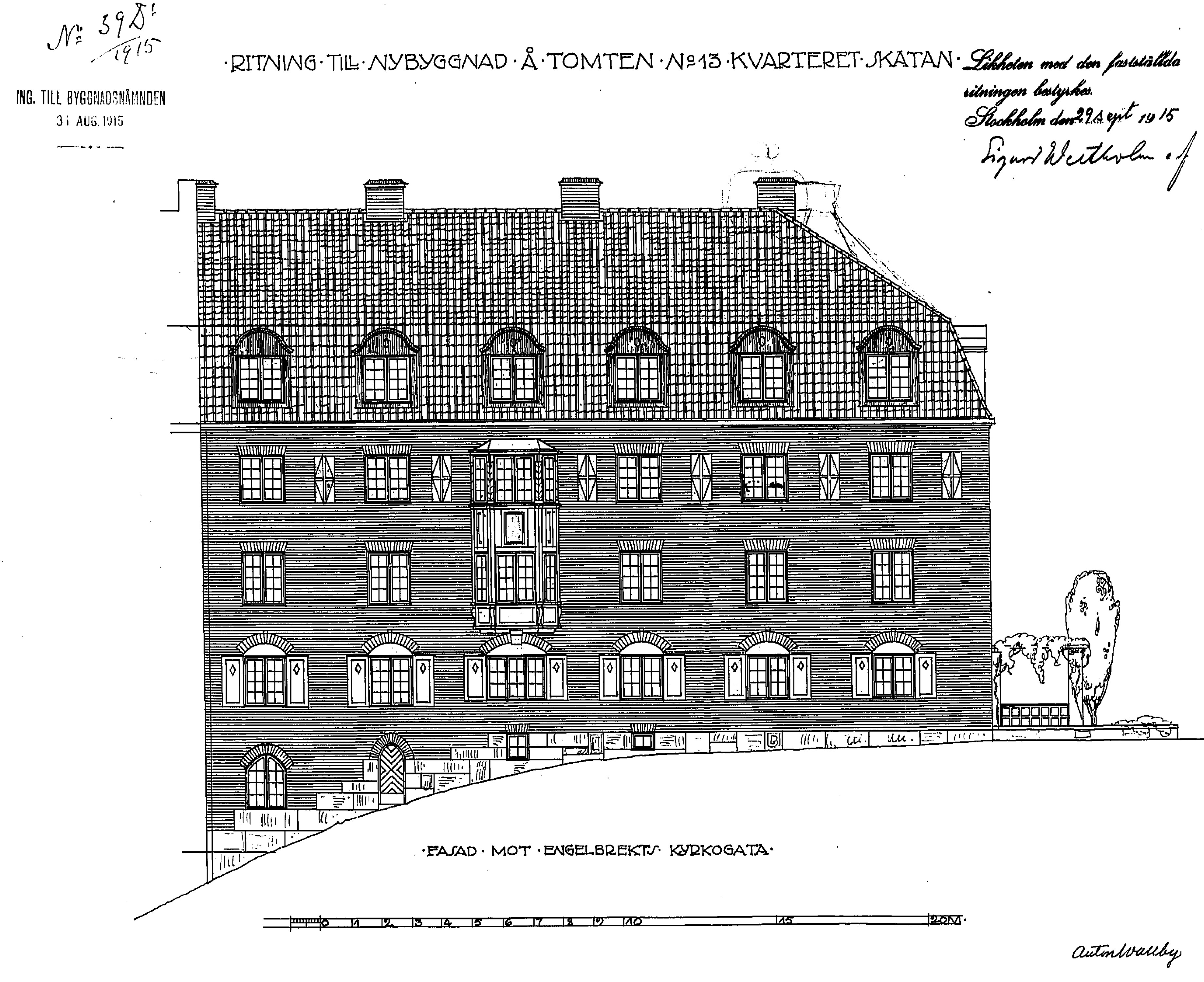
Fasad mot Engelbrekts kyrkogata.
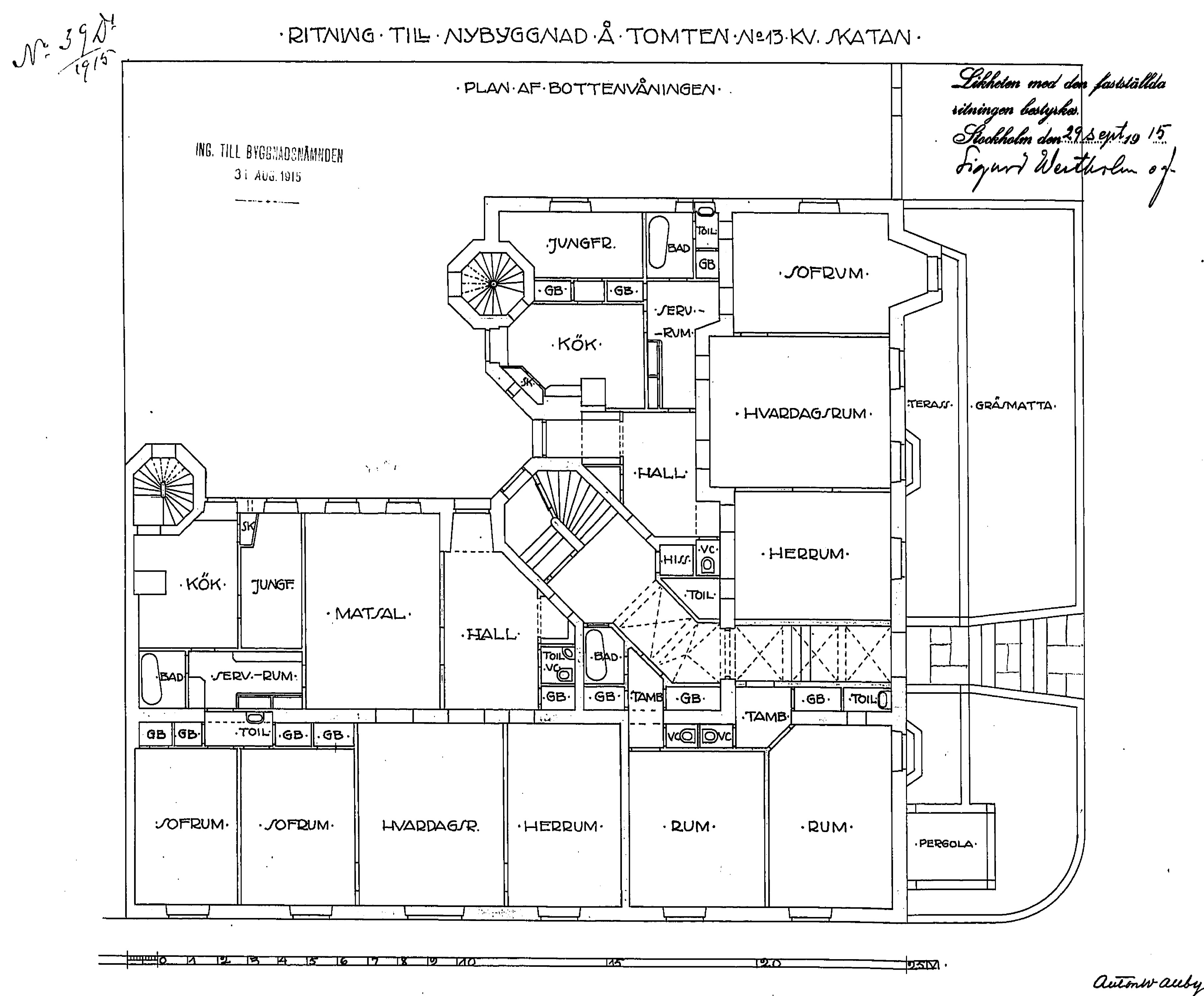
Bottenvåning.
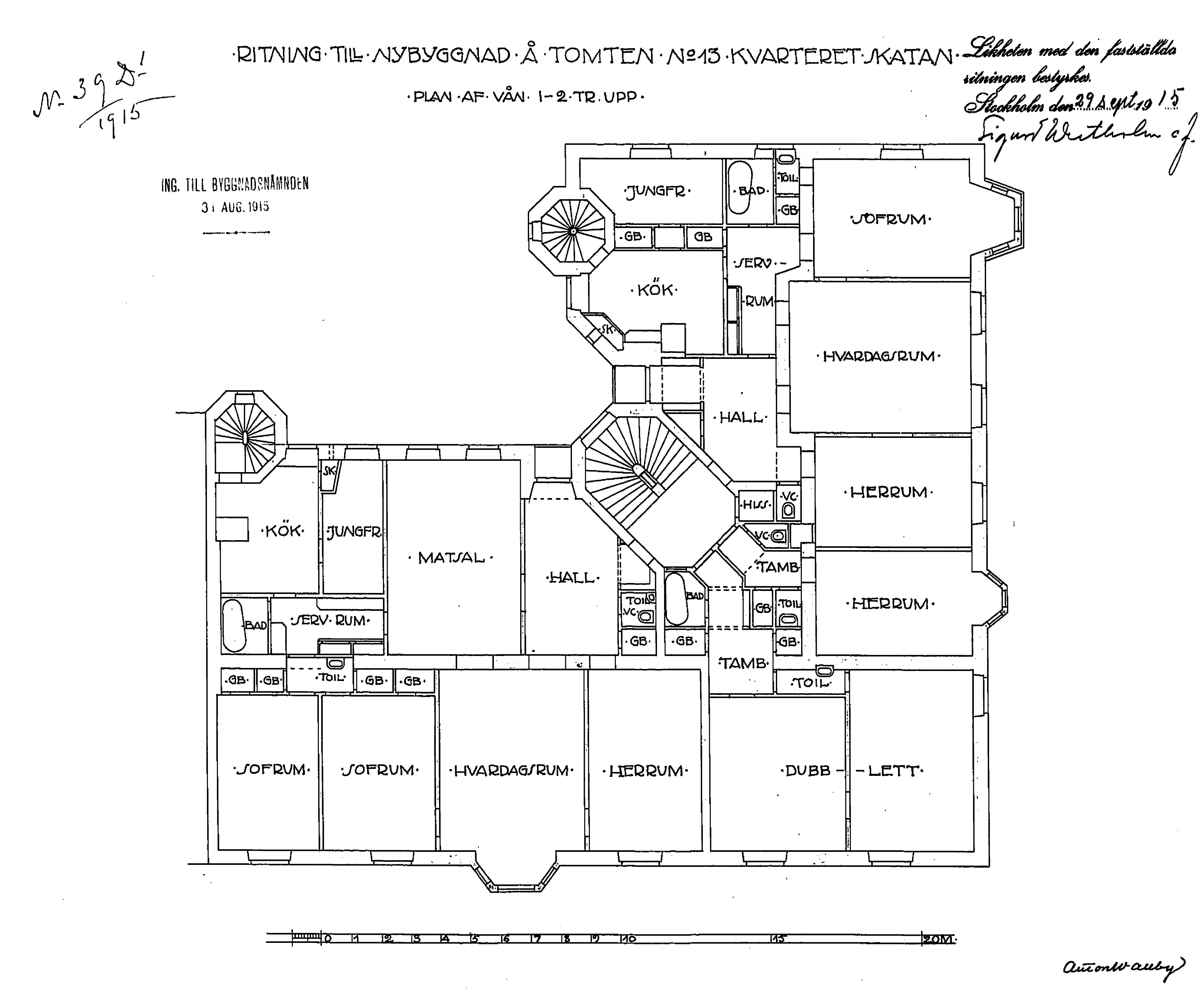
Våning 1–2 trappor.
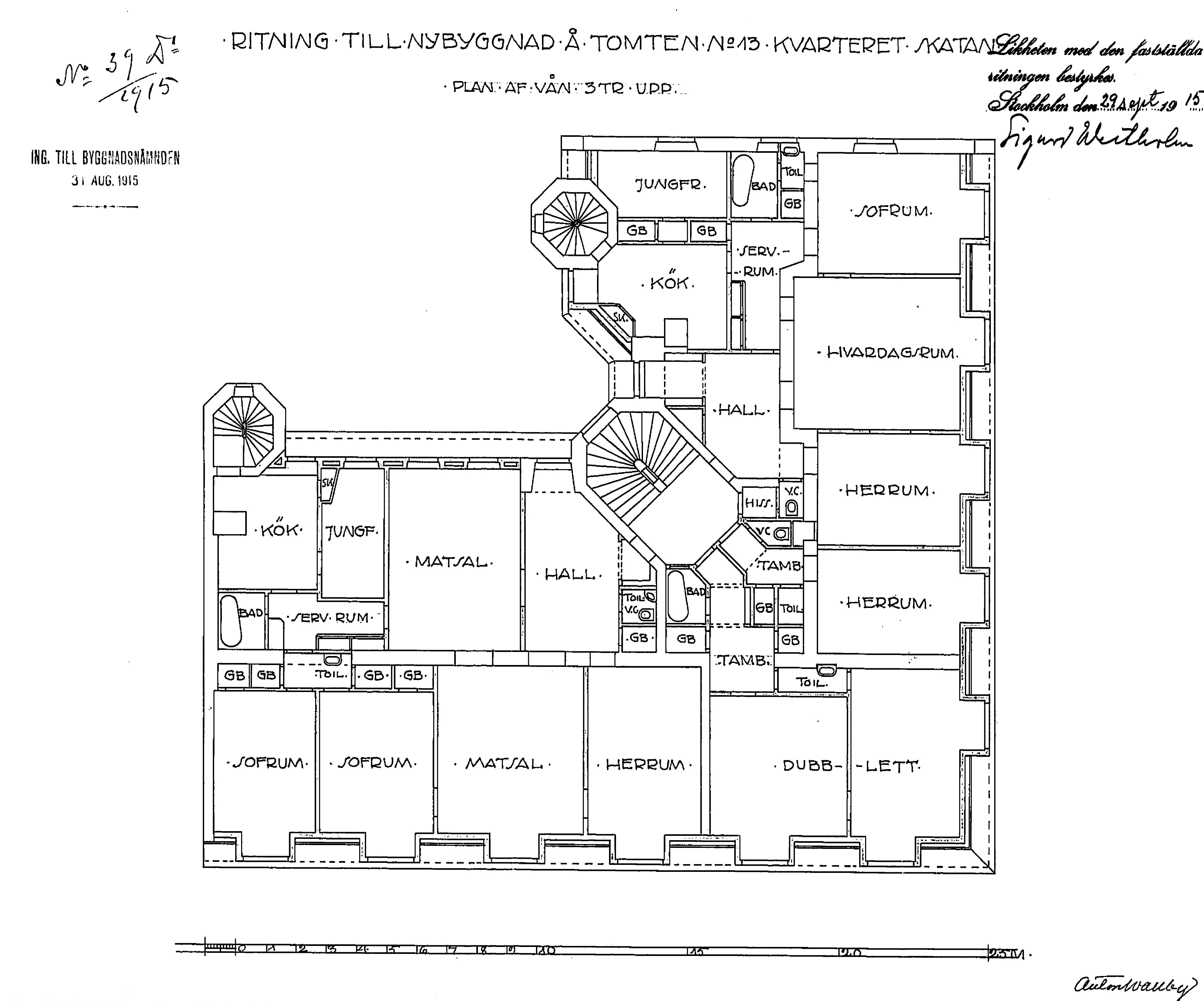
Vindsvåning.

## Husets ägare och hyresgäster
Efter att huset färdigställts byttes ägare i snabb takt bland dem fanns statssekreteraren Axel Mörner som 1918 innehade Skatan 13. Bland hyresgäster märks journalisten Torsten Tegnér som bodde i huset under många år och geografen Otto Sjögren som bodde här på 1930-talet.  Idag (2022) ägs fastigheten av bostadsrättsföreningen Skatan 13, som bildades 1984. Föreningen äger husets 12 lägenheter som har storlekar mellan 79 och 209 m². I mars 2022 såldes en lägenhet om fem rum och kök (motsvarande 199 m²) för knappt 36 miljoner kronor.

### Nutida bilder

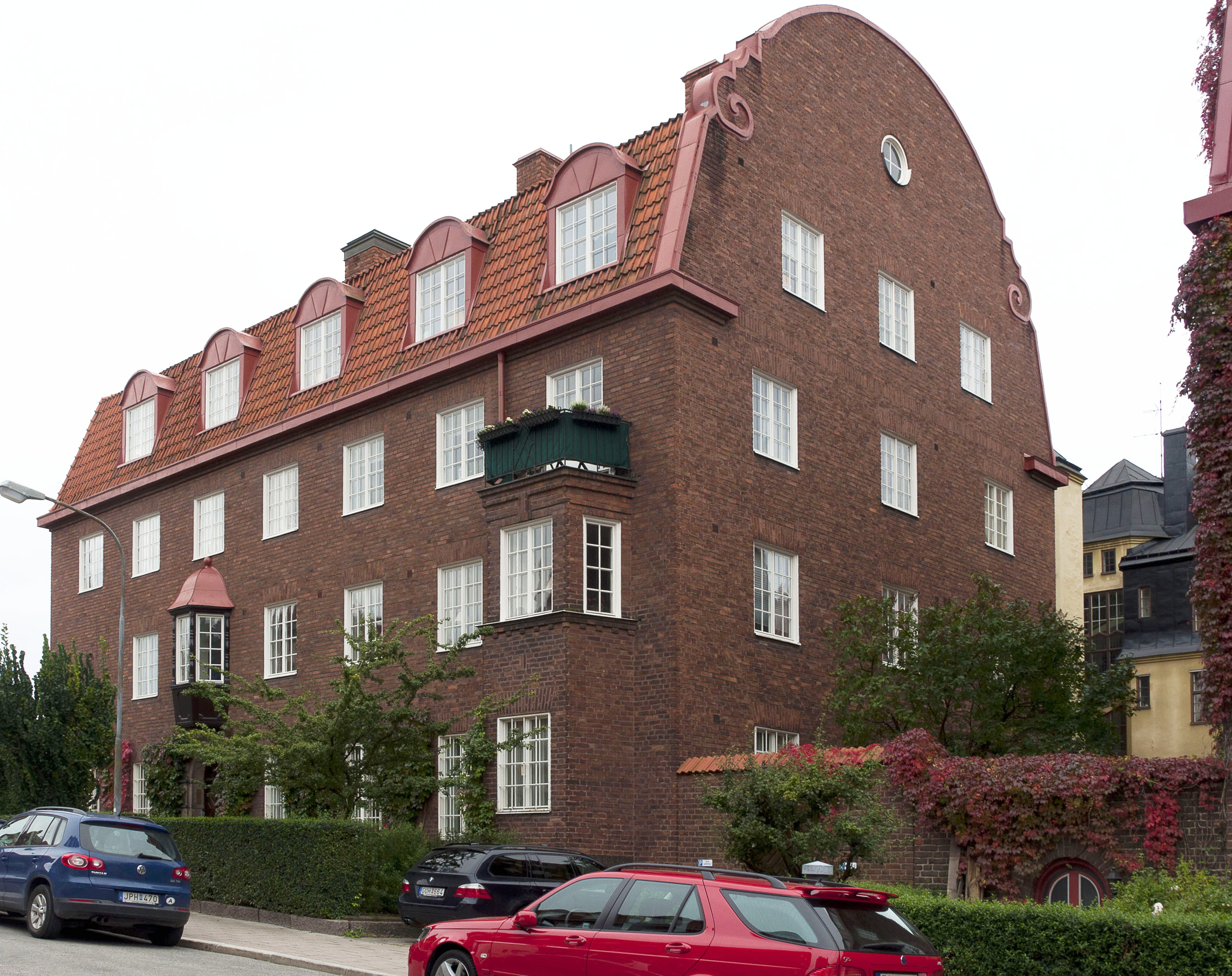
Fasad mot Bragevägen och gaveln.
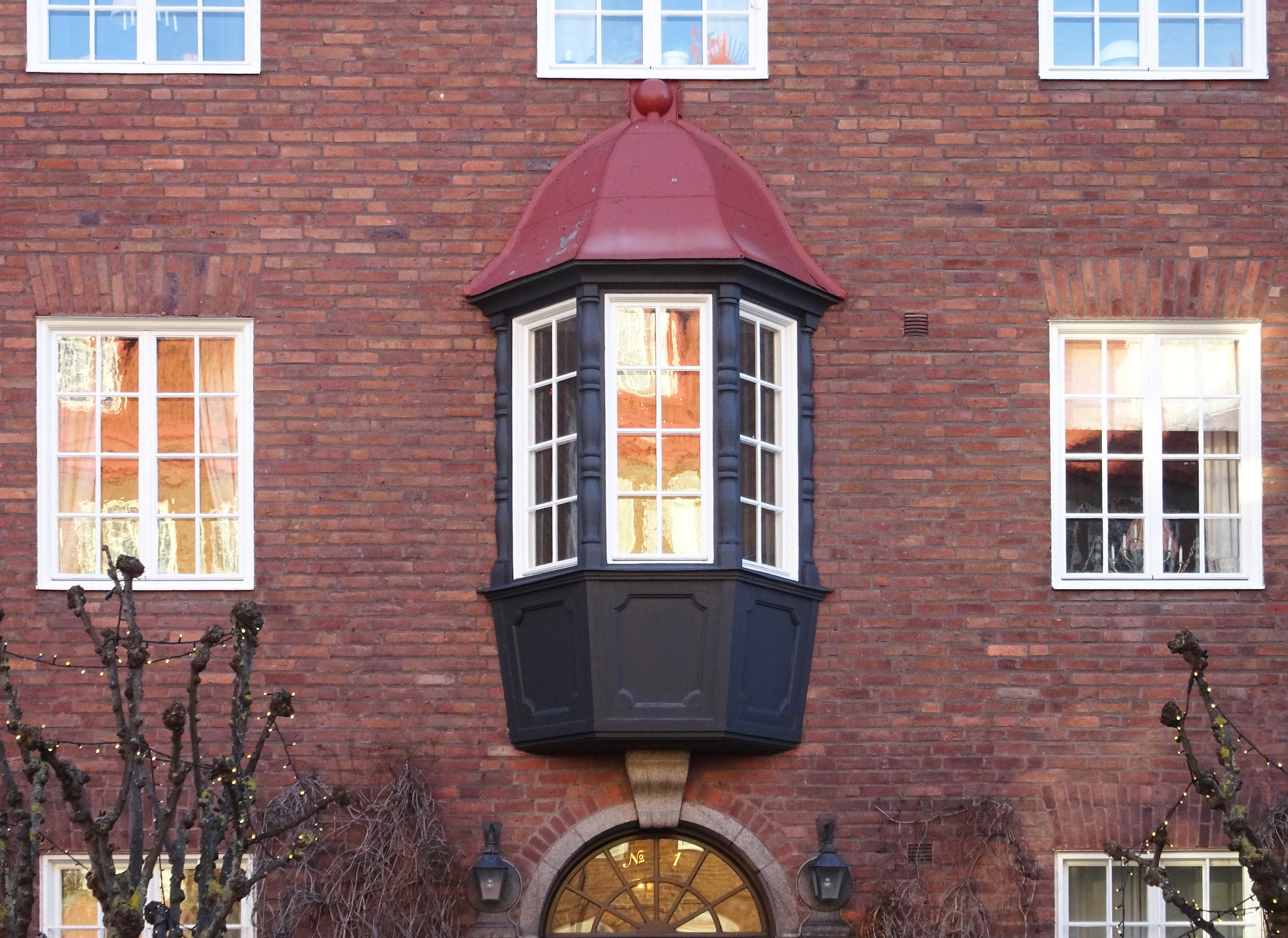
Burspråk mot Bragevägen.
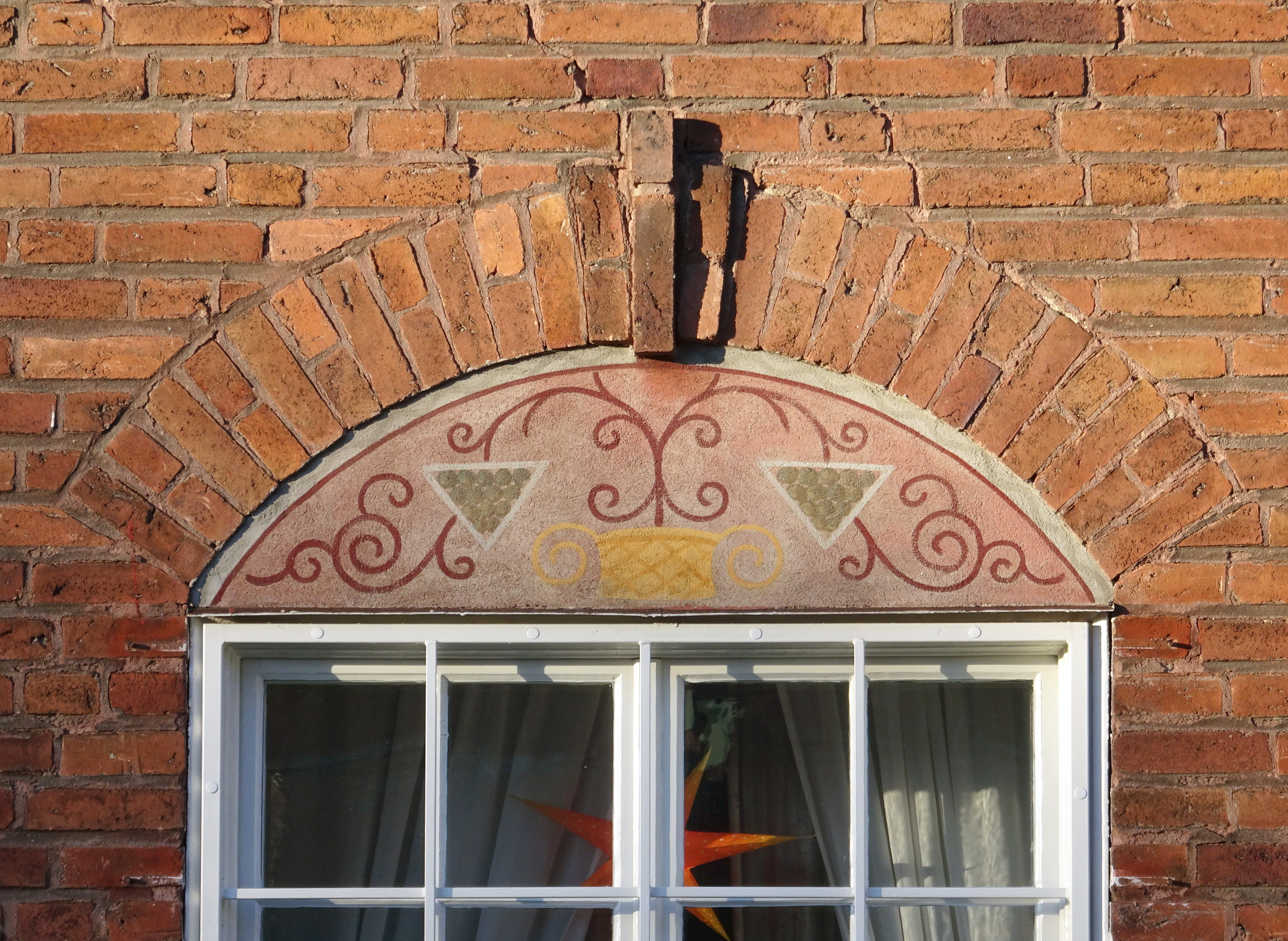
Dekorationsmålning mot Engelbrekts kyrkogata.
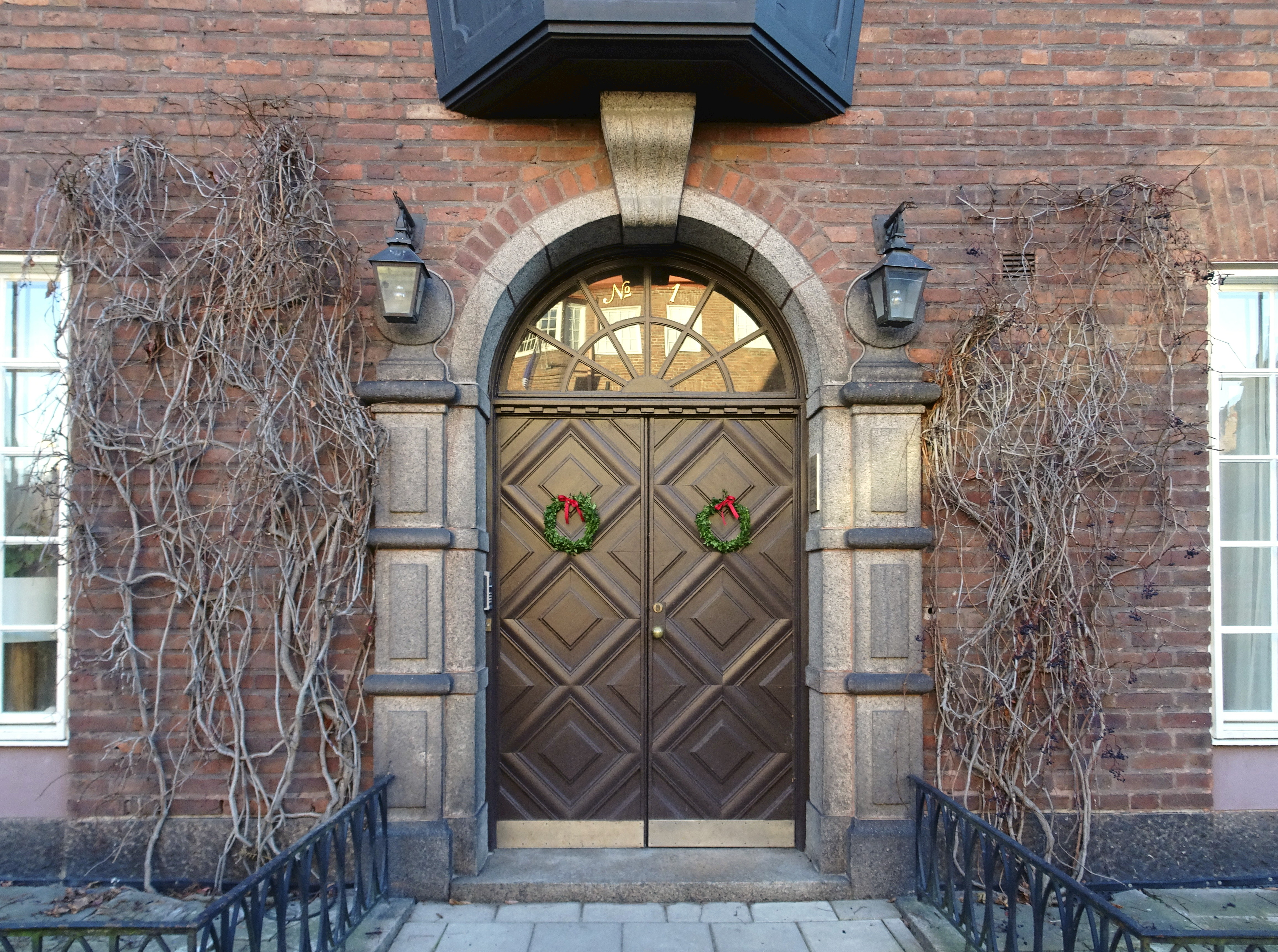
Entré Bragevägen 1.